# Physotarsus fabioi
Physotarsus fabioi är en stekelart som beskrevs av Ian D. Gauld 1997. Physotarsus fabioi ingår i släktet Physotarsus och familjen brokparasitsteklar. Inga underarter finns listade i Catalogue of Life.